# 4465 Rodita
4465 Rodita је астероид главног астероидног појаса чија средња удаљеност од Сунца износи 2,437 астрономских јединица (АЈ).
Апсолутна магнитуда астероида је 13,4.